# Agathomyia bella
Agathomyia bella är en tvåvingeart som först beskrevs av Samuel Wendell Williston  1892.  Agathomyia bella ingår i släktet Agathomyia och familjen svampflugor. Inga underarter finns listade i Catalogue of Life.